# Conistra rubiginosa
Conistra rubiginosa je vrsta noćnog leptira (moljca) iz porodice sovica, Noctuidae. Pripada potporodici Noctuinae i tribusu Xylenini.Vrstu je, 1763. godine opisao Skopoli, najpre pod nazivom Phalaena rubiginosa.

## Rasprostranjenje, stanište i biljka hraniteljka[2]
Vrsta je prisutna širom Evrope, sem na krajnjem severu i ostrvima, a na Azijskom kontinentu beležena je samo u Turskoj. Nastanjuje šume i njihove rubove, voćnjake, parkove i bašte gde je prisutna drvenasta vegetacija. Gusenica se hrani nokturnalno lišćem biljnih vrsta poput Prunus cerasus, Prunus spinosa, Malus silvestris i njihovih srodnika. U kasnijim stupnjevima prelazi na zeljasti sloj. Preko dana se skriva u stelji. Ovaj karakter je tipičan za pripadnike tribusa.

## Opis vrste[4]
Jaja su svetlo smeđa, spljoštena, sa mnogobrojnim usecima i grupisana. Gusenica se kroz četiri presvlačenja ne menja značajno: mrke je boje i uklapa se u stelju pod drvećem, vidljive su bela mediodorzalna i subdorzalne linije. Integument je na izgled gladak i pokriven sitnim belim papilama. Spirakularna linija deli telo na tamniji dorzum i svetliji ventrum. Spirakulumi su crni. Protorakalni štit i analna ploča su prisutni u toku čitavog razvoja, crni i istovetno markirani belim linijama. Gusenice su prisutne od aprila do juna, a adult leti od kraja leta do idućeg maja (adult prezimljava). Adulti su svetlo mrke boje, markirani dvema crnim markacijama na svakom prednjem krilu. Postoji i forma immaculata, gde ovi karakteri odsustvuju.